# Onthophagus symbioticus
Onthophagus symbioticus är en skalbaggsart som beskrevs av Gilbert John Arrow 1920. Onthophagus symbioticus ingår i släktet Onthophagus och familjen bladhorningar. Inga underarter finns listade i Catalogue of Life.